# Römische Ortschaften in der Donau- und Alpenregion

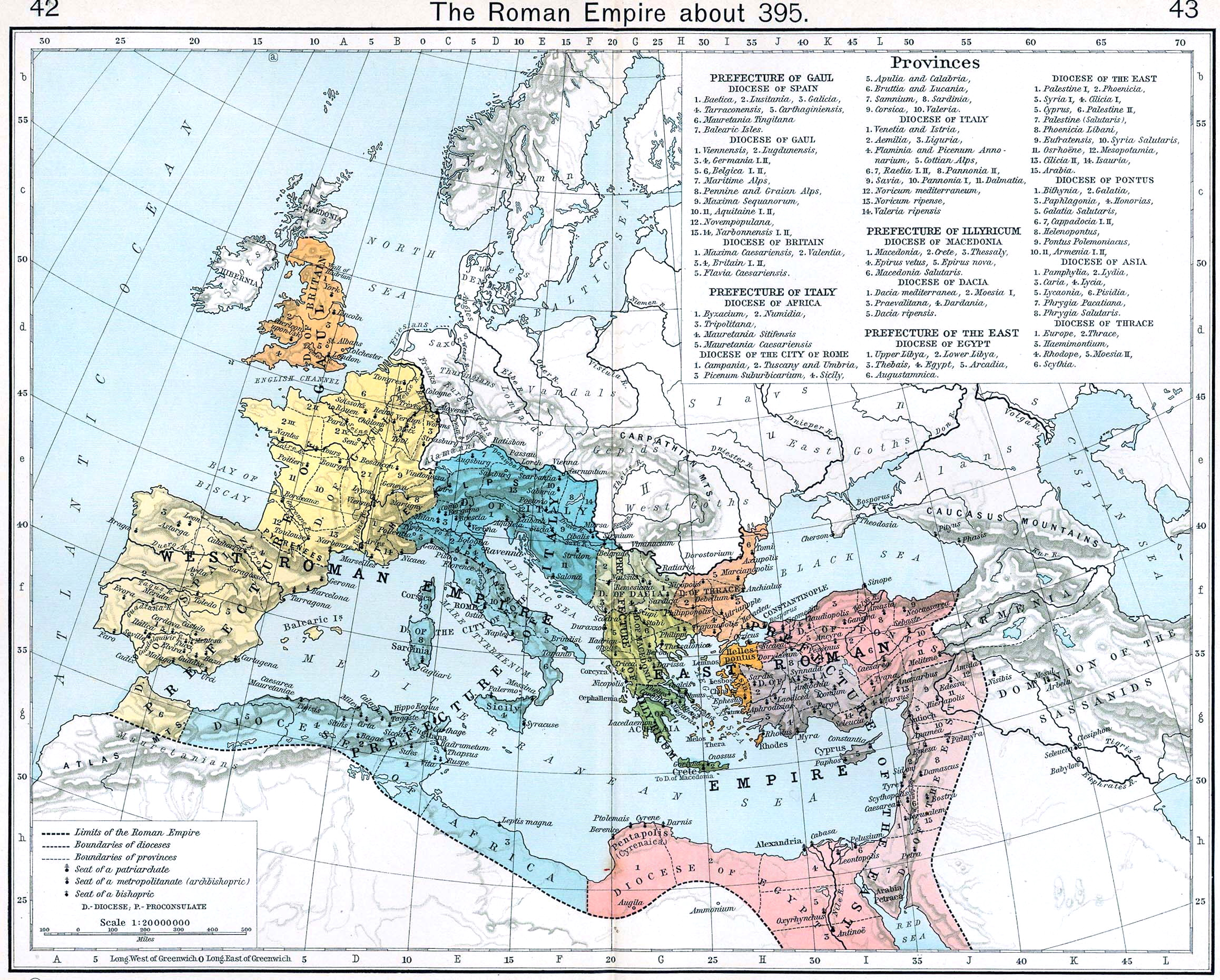
Die Donau- und Alpenregion im 4. Jahrhundert

In der Antike bildete die Donau die Grenze des römischen Reiches. Im Flachland südlich der Donau und in der Alpenregion lagen viele römische Ortschaften, Militärlager, Kastelle und sogar größere Munizipia, also Städte. Viele der römischen Ortschaften sind aus den Quellen bekannt und einige heutige Städte und Dörfer wurden genau auf oder in der Nähe von ehemaligen römischen Siedlungen erbaut. Dieser Artikel liefert eine möglichst vollständige Liste römischer Ortschaften in Österreich, Schweiz, Bayern und Baden-Württemberg sortiert nach den Provinzen nach der Reform des Kaisers Diokletian. In Klammern ist die entsprechende heutige Stadt genannt.

## Raetia Secunda Vindelica
Hauptstadt:
- Augusta Vindelicorum (Augsburg)

Legionslager:
- Castra Regina (Regensburg)

Kastell:
- Castra Batava (Passau)

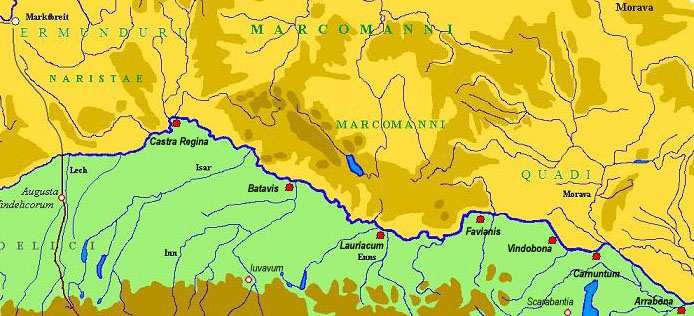
Alles westlich vom Inn und südlich der Donau war die Raetia Secunda

Lech-Füssen-Raum in römischer Zeit

- Iciniacum (Theilenhofen in Mittelfranken)
- Castellum Sablonetum (Ellingen in Mittelfranken)
- Biriciana (Weißenburg in Mittelfranken)
- Castelum? (Burgsalach/Oberhochstatt)
- Castelum? (Böhming bei Kipfenberg)
- Vetoniana (Pfünz)
- Castelum Germanicum (Kösching in Oberbayern)
- Venaxamodurum (Neuburg an der Donau, Oberbayern)
- Submuntorium (Burghöfe (Mertingen))
- Celeusum (Pförring)
- Abusina (Eining)
- Sorviodurum (Stadt Straubing in Niederbayern)
- Quintanis (Künzing in Niederbayern)
- Caelius Mons (Kellmünz in Schwaben)
- Cambodunum – Burghalde, spätrömisch Cambidanum (Kempten im Allgäu, Schwaben)
- Foetibus (Füssen)
- Vemania (Isny im Allgäu)

Colonia:
- Teriolis (Zirl in Tirol)
- Arbor Felix (Arbon in der Schweiz)

Poststationen:
- Pons Aeni, Ad Aenum, Fabians (Rosenheim)
- Biriciana (Weißenburg in Bayern)
- Matreium (Matrei am Brenner, Tirol)
- Inutrium (Nauders am Reschenpass, Tirol)

Villa Rustica:
- Römersiedlung Tegelberg

## Noricum Ripense
Hauptstadt:
- Ovilava (Wels)

Legionslager:
- Lauriacum (Lorch, Enns)

Municipium:
- Iuvavum (Salzburg)
- Aelium Cetium (St. Pölten)

Colonia:

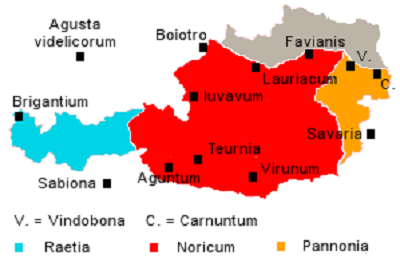
Karte der größeren römischen Siedlungen in und um Österreich

- Boiotro (heutige Innstadt von Passau)
- Cucullae (Kuchl)
- Locus Felix (Mauer bei Melk)

Kastell:
- Ioviacum (Schlögen oder Aschach)
- Lentia (Linz)
- Ad Iuvense (Wallsee-Sindelburg bei Amstetten)
- Arelape (Pöchlarn)
- Favianis (Mautern an der Donau)
- Augustianis (Traismauer)
- Asturis (Zwentendorf an der Donau)
- Comagena (Tulln an der Donau)
- Cannabiaca (Zeiselmauer-Wolfpassing)

Poststationen:
- Gabromagus (Windischgarsten)
- Anisum (Radstadt)
- Tergolape (bei Vöcklabruck)
- Namare (bei Melk)
- Lacus Felix (Traunsee)
- Ad Mauros (Eferding)

## Noricum Mediterraneum
Hauptstadt:
- Virunum (bis zum 2. Jahrhundert, heute Zollfeld in Kärnten)
- Teurnia auch Tiburnia (ab dem 2. Jahrhundert, bei Spittal an der Drau)

Municipia:
- Aguntum (bei Lienz)
- Poetovio (Ptuj in Slowenien)
- Flavia Solva (bei Leibnitz in der Steiermark)
- Celeia (Celje in Slowenien)
- Emona (Ljubljana in Slowenien)

Colonia:
- Graviacae (Flattnitz)
- In Murio (Immurium, heute Schloss Moosham bei Unternberg)
- Viscella (Oberzeiring in der Steiermark)
- Surontium (Trieben in der Steiermark)
- Stiriatae (Liezen in der Steiermark)
- Gurina (Dellach im Kärntner Gailtal)
- Tartusanae (Sankt Johann am Tauern)
- Littamum (Innichen in Südtirol)
- Iuenna (Globasnitz)
- Candalicae (Friesach)

## Pannonia Prima & Savia
Hauptstadt:

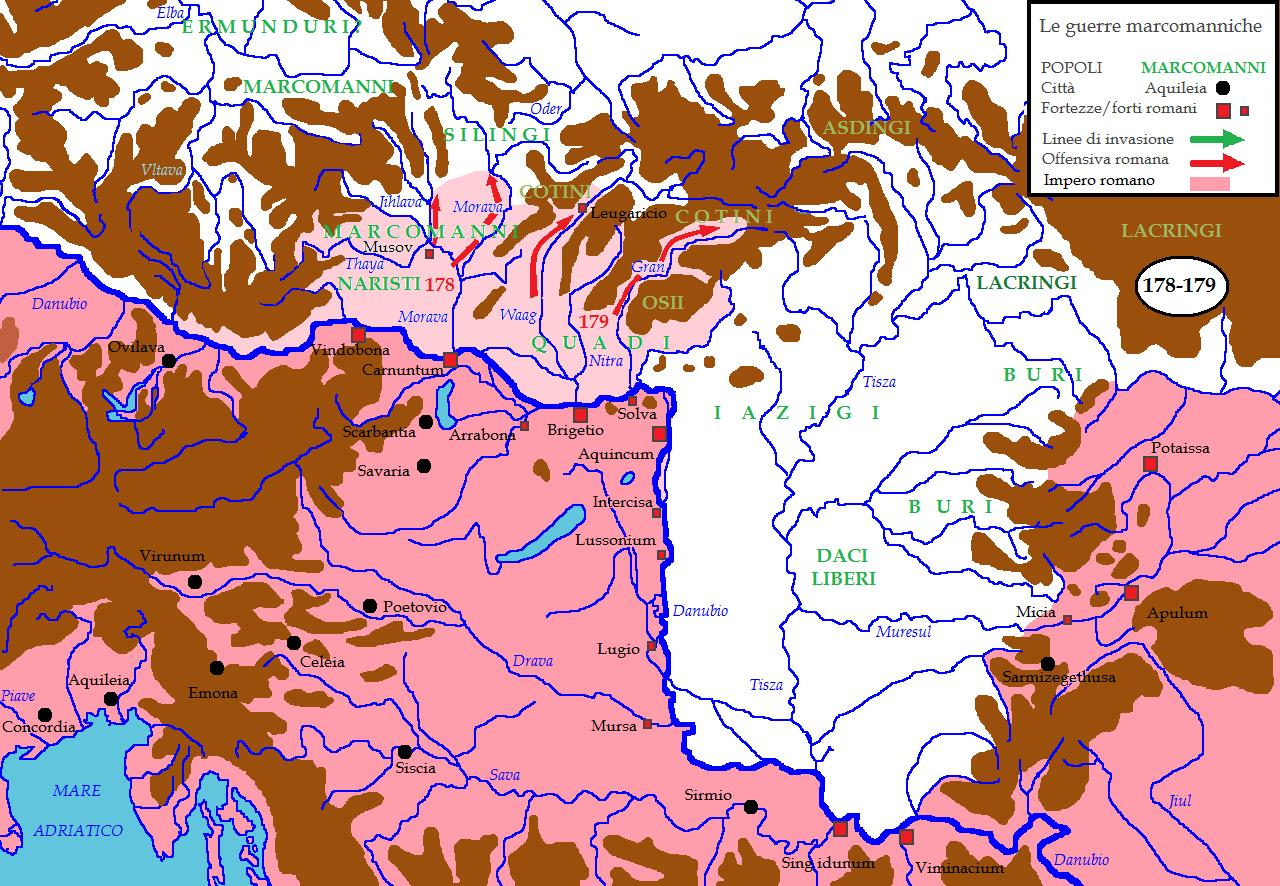
Karte von Pannonien in der Zeit der Markomannenkriege (178 - 179 n. Chr.)

- Colonia Claudia Savaria (Szombathely in Westungarn)

Legionslager:
- Carnuntum (Petronell-Carnuntum)
- Vindobona (Wien)
- Brigetio (Komárom in Ungarn)

Municipia:
- Scarabantia (Ödenburg/Sopron)
- Salla (Zalalövő in Westungarn)
- Aelium Carnuntum (Zivilstadt des Legionslagers)
- Brigetio (Zivilstadt des Legionslagers)

Kastell:
- Ala Nova, (Schwechat bei Wien)
- Aequinoctium, (Fischamend)
- Gerulata (Rusovce, Stadtteil von Bratislava)
- Ad Flexum (Mosonmagyaróvár in Ungarn)
- Arrabona (Győr in Ungarn)
- Quadriburgium (Visegrád in Ungarn)
- Fafianae

Poststationen:
- Ad Pirum (Birnbaumer Wald in Slowenien)
- Castra (Ajdovščina in Slowenien)

## Germania superior
Hauptstadt:
- Mogontiacum Mainz

Colonia:

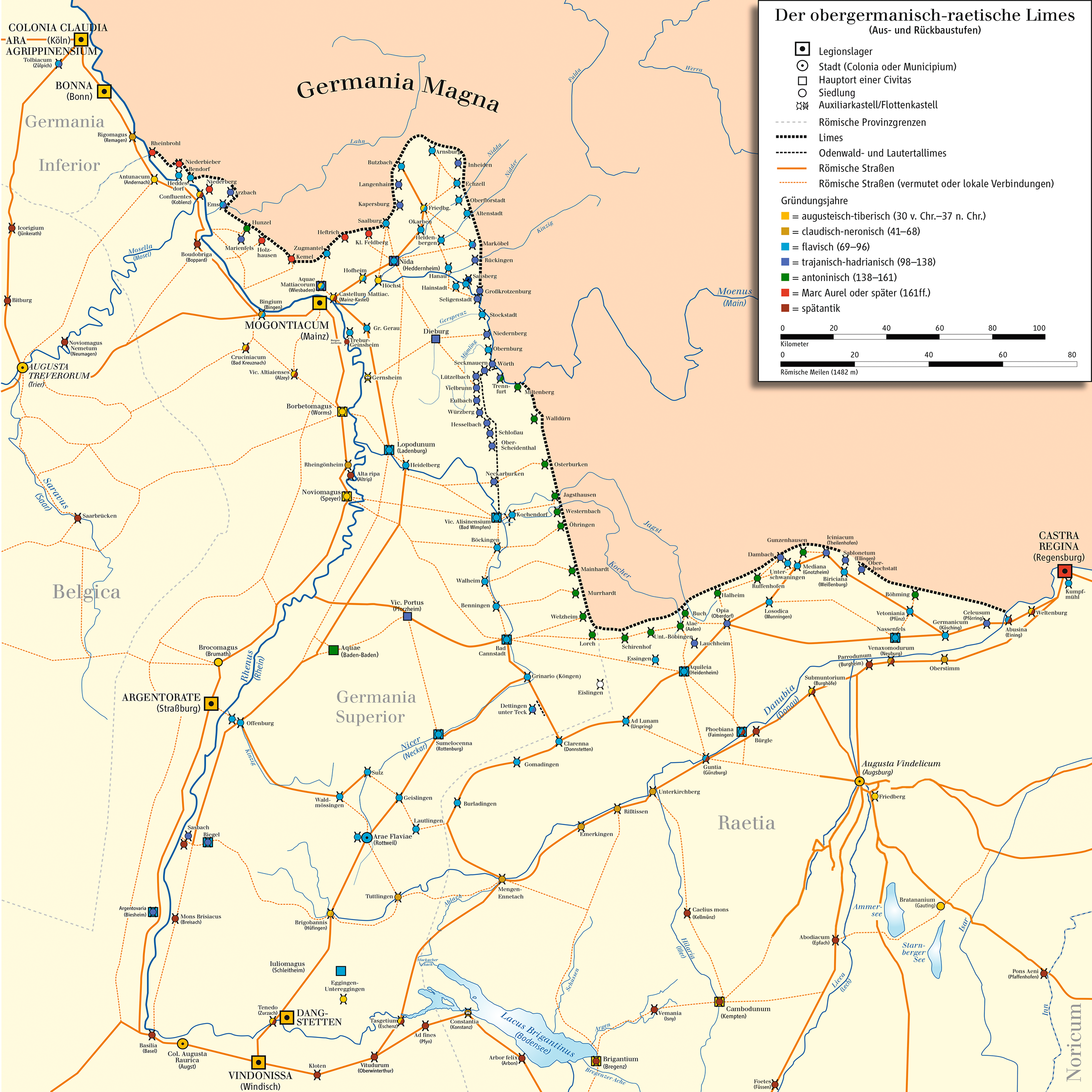
Obergermanischer-Raetischer-Limes

- Augusta Raurica (Kaiseraugst) Schweiz

Legionslager:
- Vindonissa (Windisch AG) Schweiz
- Römerlager Dangstetten (Dangstetten)
- Argentorate (Straßburg) Frankreich

Kastelle:
- Tenedo (Bad Zurzach) Schweiz
- balneum ... vetustate dilabsum Therme und (Kastell Jagsthausen)
- Brigobannis Kastell Hüfingen bei Hüfingen
- Kastell Irgenhausen (Pfäffikon-Irgenhausen) Schweiz

Municipa:
- Arae Flaviae (Rottweil)
- Iuliomagus (Schleitheim) Schweiz
- Confluentes (Koblenz)
- Portus (Pforzheim)

Civitates und Thermen:
- Brocomagus (Brumath) Elsass, Frankreich
- Ulpia Sueborum Nicretum Lopodunum,(Ladenburg),
- Alisinensium (Wimpfen)
- Aurelia G... (Neuenstadt am Kocher)
- Sumelocennensis, Sumelocenna (Rottenburg)
- Aquensis, Aquae, (Baden-Baden)
- Vangionum, Borbetomagus (Worms)
- Nemetum,  Noviomagus (Speyer)
- Mattiacorum, Aquae Mattiacorum (Wiesbaden)
- Taunensium, Nida (Frankfurt-Heddernheim)
- Auderiensium (Med..., Rest noch nicht bekannt) (Dieburg)
- Römerbadruine Badenweiler in (Badenweiler)

Vici:
- Centum Prata, (Kempraten) Schweiz
- Turicum, Tigurum, Turegum, (Zürich) Schweiz

## Germania inferior
Hauptstadt:
- Colonia Claudia Ara Agrippinensium, (das heutige Köln)

Municipates und Legionslager:
- Bonnensia, Bonna (Bonn)
- Aquae Granni (Aachen)
- Juliacum (Jülich)
- Aduatuca Tungrorum (Tongern)
- Castellum apud Confluentes (Koblenz)
- Novaesium (Neuss)
- Rigomagus (Remagen)
- Colonia Ulpia Traiana (Xanten)
- Ulpia Noviomagus Batavorum (Nijmegen)
- Forum Hadriani (Voorburg)

## Gallia Belgica
Hauptstadt und Größte Thermen nördlich der Alpen:
- Augusta Treverorum (Trier)

Municipes:
- Augusta Suessionum (Soissons)
- Bagacum (Bavay)
- Portus Itius später Gesoriacum, spätantik Bononia (Boulogne-sur-Mer)
- Caesaromagus (Beauvais)
- Catalauni (Châlons-en-Champagne)
- Divodurum (Metz)
- Durocortorum (Reims)
- Mediolanum Aulercorum (Évreux)
- Samarobriva (Amiens)
- Tullum (Toul)
- Vesontio (Besançon)
- Virodunum (Verdun)

## In der Nachbarschaft

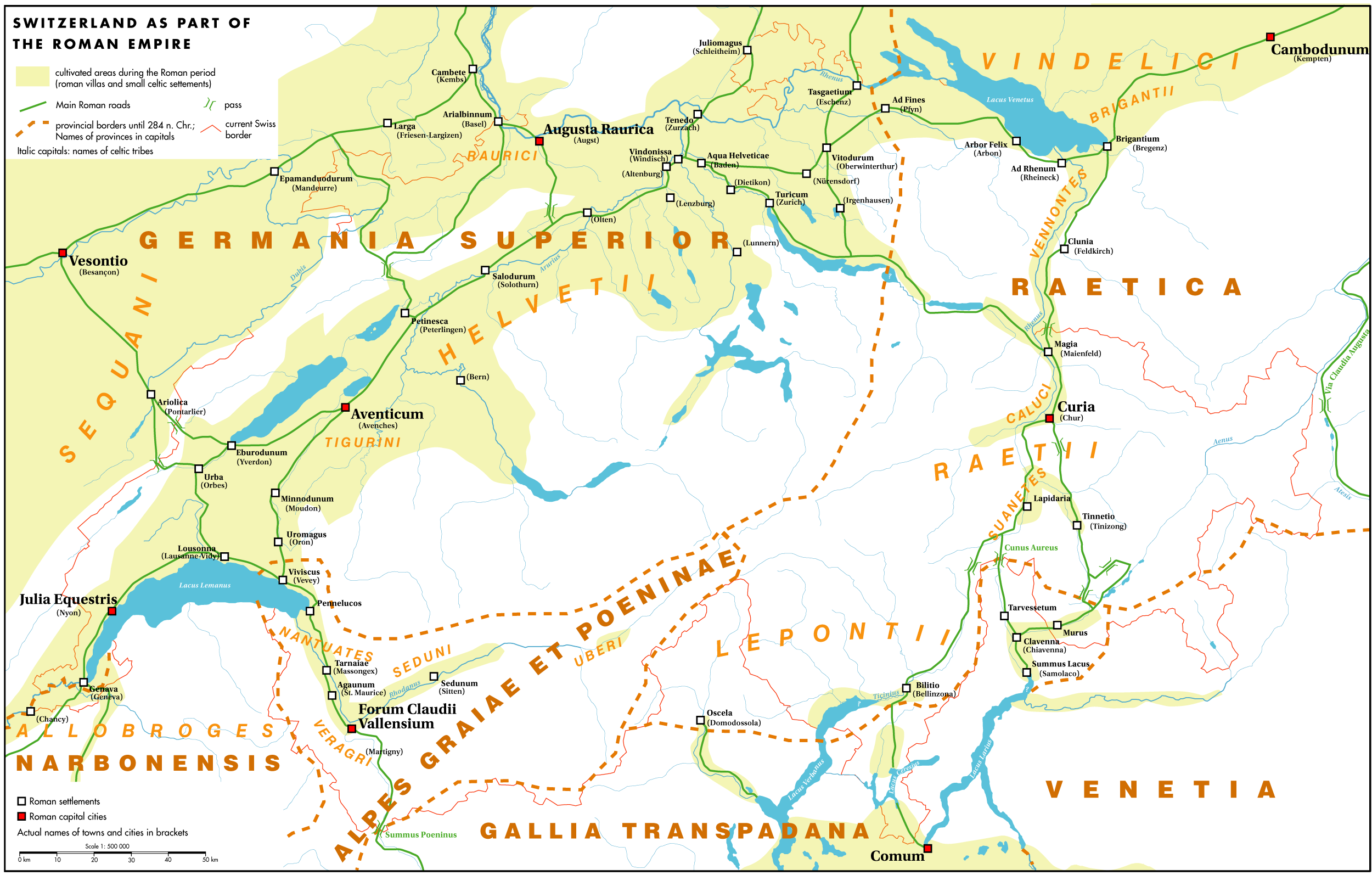
Schweiz zur Römerzeit

### Raetia Prima Curiensis
- Brigantia, Brigantium (Bregenz)
- Curia Raetorum (Chur, Schweiz)
- Constantia (Konstanz am Bodensee)

Straßenstation:
- Clunia (Feldkirch)

### Valeria
Legionslager:
- Aquincum (Budapest)

Kohortenkastell:
- Solva (Esztergom)
- Kastell Intercisa (Dunaújváros)
- Lussonium (Dunakömlőd)
- Lugio/Florentia (Dunaszekcső)

### Venetia & Histria
Municipia:
- Aquileia
- Concordia
- Piranum (Piran in Slowenien)